# Maria Frau
Maria Frau (* 6. August 1930 in Sassari, Sardinien, Italien) ist eine seit sechs Jahrzehnten inaktive italienische Filmschauspielerin, ein Semistar ihres Landes der 1950er Jahre.

## Leben und Wirken
Maria Frau begann in den ausgehenden 1940er Jahren als Fotomodell zu arbeiten und gelangte mit einigen Fotostrecken in mehreren wöchentlich erscheinenden Zeitungen. Insgesamt zwölfmal sah man die Sardin auf einem Titelcover. Dort wurde sie eines Tages von einem Filmproduzenten entdeckt und vor die Kamera geholt. Ihre erotische Erscheinung und Schönheit ließ Maria Frau ab 1950 als Idealbesetzung für verführerische Glamourdamen und „Sirenen“ aller Arten erscheinen, die entsprechend „sündige“ Namen wie Chiquita, Cleopatra und Lolita besaßen, mit ihren Reizen nicht geizten und die Hormone der Filmpartner in Wallung brachten.
Keine dieser anderthalb Dutzend Filme, die Frau in nur sieben Jahren Leinwandaktivität abgedreht hatte, besaß künstlerische Bedeutung, brachte der Nachwuchsmimin jedoch beträchtliche Popularität ein. Die Sardin wirkte in Komödien wie Romanzen, Dramen wie Melodramen, Revuefilmen wie Antik- und Historienepen mit und hatte so unterschiedliche Filmpartner wie Maurice Chevalier, Totò, Eddie Constantine, Willy Fritsch und Johannes Heesters (in der deutsch-italienischen Co-Produktion Stern von Rio) an ihrer Seite. 1957 drehte sie ihren letzten Film und zog sich danach aus der Öffentlichkeit zurück.
Maria Frau war mit Giovanni „Nino“ Vaselli (* 11. September 1929), dem Sohn des Grafen Mario Vasselli verheiratet. Nino Vasselli, von Beruf Ingenieur, tat sich auch beim Fußballverein Lazio Rom hervor, bei dem sein Vater zeitweise Vizepräsident war, indem er diesem unter anderem Spieler wie beispielsweise Humberto Tozzi aus Brasilien vermittelte. Später siedelten Maria Frau und ihr Mann nach Texas um wo Nino am 1. März 2009 verstarb. Dieser Tage lebt sie mit ihrer Tochter Mavi in Wohlergehen in der Staatshauptstadt Austin. Ihr Sohn Mario lebt in Costa Rica.

## Filmografie (komplett)
- 1950: Margherita da Cortona
- 1951: Luna rossa
- 1951: Il lupo della frontiera
- 1952: Il prezzo dell’onore
- 1952: Biancas Rache (Sul ponte dei sospiri)
- 1953: Anna perdonami
- 1953: Viva il cinema!
- 1953: Tormento di anime
- 1954: Questi fantasmi
- 1954: La barriera della legge
- 1954: Sieben süße Sünden (J’avais sept filles)
- 1955: Stern von Rio
- 1955: La porta dei sogni
- 1954: Totò all’inferno
- 1955: Der Fischer der goldenen Insel (Agguato sul mare)
- 1955: La sultana Safiyè
- 1955: Rote Lippen – blaue Bohnen (Vous pigiez?)
- 1957: Helena, die Kurtisane von Athen (La Venere di Cheronea)